# Guitar Noir
Guitar Noir è un album musicale di Steve Hackett uscito nel 1993. Fu il decimo pubblicato dal chitarrista come solista.
L'album è stato ripubblicato rimasterizzato nel 1997 con quattro "bonus track".

## Tracce
- Sierra Quemada" (Steve Hackett) – 5:19
- Take These Pearls" (Hackett, Aron Friedman) – 4:14
- There Are Many Sides to the Night" (Hackett) – 7:23
- In The Heart of the City" (Hackett) – 4:35
- Dark As The Grave (Hackett, Friedman) – 4:38
- Lost in Your Eyes (Hackett, Dave Taif Ball, Julian Colbeck) – 4:56
- Little America (Hackett, Ball, Colbeck, Degenhardt) – 4:55
- Like An Arrow (Hackett) – 2:51
- Theatre of Sleep (Hackett) – 3:04
- Walking Away From Rainbows (Hackett) – 3:10
- Paint Your Picture (Hackett) – 2:58
- Vampyre with a Healthy Appetite (Hackett) – 5:30
- Tristesse (Friedman) – 4:02

## Formazione
- Steve Hackett – voce, chitarra
- Julian Colbeck – tastiere
- Dave Taif Ball – basso
- Hugo Degenhardt – batteria
- Aron Friedman – tastiera
- Nick Magnus – tastiere
- Bimbo Acock – clarinetto